# کلارک پولاک
کلارک فیلیپ پولاک (۱۵ اکتبر ۱۹۳۷ – ۱۸ سپتامبر ۱۹۸۰) یک تاجر، ناشر، روزنامه‌نگار و فعال ال‌جی‌بی‌تی آمریکایی بود.وی در سال ۱۹۸۰،در لس آنجلس خودکشی کرد.

## زندگی‌نامه
پولاک از خانواده ای یهودی و طبقه متوسط در فیلادلفیا بود. او پسر کوچک آرتور مارکوس پولاک و آن پولاک بود.
پولاک پس از انصراف از دانشگاه ایالتی پنسیلوانیا، مالک خدمات تبلیغاتی فرانکفورد شد. وی عضوی فعال و آشکار از جامعه همجنسگرایان در فیلادلفیا بود و دومین رئیس سازمان همجنسگرا مستقر در فیلادلفیا به نام جامعه ژانوس بود. در سال ۱۹۶۴، وی مجله طبل(Drum) ، یک مجله با بودجه کم دربارهٔ گی‌ها، را ایجاد کرد.
در ۲۵ آوریل ۱۹۶۵ بیش از ۱۵۰ نفر در دیویی، کافی شاپ محلی و غذاخوری در فیلادلفیا، از خدمات محروم شدند. آنهایی که از خدمات محروم بودند، در آن زمان به‌طور متفاوتی به عنوان «همجنسگرایان»، «زنان مرد»، «مردان زن» و «افرادی که لباس غیر مطابق داشتند» توصیف می‌شدند. سه نوجوان (که توسط انجمن ژانوس و Drum گزارش شده‌است دو مرد و یک زن بودند.) در آن روز تحصن کردند. پس از تماس مدیران رستوران با پلیس، این سه نفر دستگیر شدند. در روند ارائه حمایت قانونی از نوجوانان، پولاک نیز دستگیر شد. در طی پنج روز بعد تظاهراتی در خارج از رستوران با توزیع ۱۵۰۰ بروشور توسط انجمن ژانوس و طرفداران آن برگزار شد.در ۲ مه ۱۹۶۵ سه نفر تحصن دوم را برپا کردند. دوباره با پلیس تماس گرفته شد، اما این بار از دستگیری خودداری کردند. انجمن ژانوس گفت که این اعتراضات در جلوگیری از دستگیری‌های بعدی موفقیت‌آمیز بود و این اقدام «اولین تحصن در نوع خود در تاریخ ایالات متحده» توسط مجله طبل(Drum) تلقی شد.
پولاک در مورد اهمیت آزادی جنسی همجنسگرایان نیز صحبت کرده بود، موضوعی که در مبارزه برای حقوق همجنسگرایان از آن اجتناب شده بود.
در سال ۱۹۶۹، پس از آنکه هیئت منصفه اعظم فدرال پولاک را به ۱۸ عنوان انتشار و توزیع مطالب ناپسند متهم کرد، پولاک انتشار مجله طبل(Drum) را متوقف کرد و به لس آنجلس نقل مکان کرد، در آنجا به عنوان یک سرمایه‌گذار املاک و گردآورنده هنر فعالیت کرد. وی همچنین بین ژانویه ۱۹۷۴ تا ژانویه ۱۹۷۵ مجموعه مقالاتی را در مطبوعات آزاد لس آنجلس نوشت.